# Hugo von Trimberg
Hugo von Trimberg (Niederwerrn, 1230 – Bamberga, 1313) è stato un poeta e filosofo tedesco.

## Biografia
Di lui non si posseggono molte informazioni biografiche, tranne quelle riguardanti il suo insegnamento al monastero di San Gengolfo a Bamberga.
Come scrittore si distinse per un'importante e voluminosa opera letteraria, intitolata Der Renner (Corridore), composta da circa ventiquattromila versi.
Questa enciclopedia allegorica fu incentrata dall'autore su tematiche religiose ruotanti attorno ai sette peccati capitali, che vennero presentati assieme al contributo di exempla e aneddoti.
Lo stile di Hugo von Trimberg risultò più semplice rispetto a quello in auge all'epoca, invece il contenuto dell'opera fu articolato ed esaustivo nell'approfondire la realtà sociale, etica, morale del Trecento, assumendo come modello di riferimento la morale borghese anziché quella cavalleresca.
Nelle sue opere utilizzò sia la lingua latina sia quella tedesca.
Hugo von Trimberg scrisse, inoltre, biografie di santi, opere da storico della letteratura e di biografo di letterati. Tra le sue opere principali si possono citare: il Registrum multorum auctorum, un compendio di opere di un centinaio di scrittori in latino, impreziosito dalle note biografiche; la Laurea sanctorum, un'opera in latino sui santi del calendario, ai quali l'autore dedica una preghiera oltreché indicare la loro ricorrenza; il Solsequium, opera in latino, destinata ai predicatori, composta da aneddoti utilizzabili nei sermoni.

## Opere
- Samener;
- Registrum multorum auctorum;
- Laurea sanctorum;
- Solsequium;
- Der Renner.